# Chiani
La rivière Chiani (Clanis en latin) est une rivière longue de 42 km, qui coule dans la province de Sienne, en Toscane, et dans les provinces de Pérouse et Terni en Ombrie. C'est le principal affluent du Paglia, affluent du Tibre.